# Ken Kutaragi
Ken Kutaragi (japonès: 久夛良木 健)  (Tòquio, 2 d'agost de 1950) és un tecnòleg i empresari d'enginyeria japonès. És l'antic president i CEO de Sony Interactive Entertainment (SIEI), la divisió de videojocs de Sony Corporation, i actual president i CEO de Cyber AI Entertainment. Se'l coneix com "El pare de la PlayStation", ja que va supervisar el desenvolupament de la consola original i els seus successors i derivats, incloses la PlayStation 2, la PlayStation Portable i la PlayStation 3. Va marxar de Sony el 2007, abans del llançar PlayStation 4.

## Biografia
Ken Kutaragi va néixer a Tòquio, Japó. Els seus pares, encara que no eren rics, segons els estàndards japonesos, van ser capaços de mantenir el seu propi negoci –una petita impremta de la ciutat. Mentre Kutaragi creixia, l'animaven perquè explorés les seves habilitats mecàniques a la planta, i quan sortia de l'escola hi treballava. A més de les seves tasques a la fàbrica dels pares, Kutaragi era estudiós i d'alt nivell; normalment se'l descrivia com un "clar matrícula d'honor".
Kutaragi sempre va tenir el desig de "reparar", desmuntant moltes vegades les joguines per veure com funcionaven. Aquesta curiositat es va traslladar des de la seva infantesa, portant-lo, ja com a adolescent, a aprendre allò intricat de l'electrònica. De fet, finalment el seu amor per l'electrònica el va portar a matricular-se a la universitat Denki Tsushin, on va obtenir un títol a Electrònica a la dècada de 1970.
Immediatament després de la seva graduació, Kutaragi va començar a treballar per a Sony al laboratori d'investigació digital a mitjans dels anys setanta. Tot i que al seu moment es va creure que era una decisió radical, Kutaragi sentia que Sony estava "a l'avantguarda". Ràpidament es va guanyar una reputació d'excel·lent solucionador de problemes i enginyer avançat, guanyant-se aquesta reputació en treballar en molts projectes amb èxit, incloent les primeres pantalles de cristall líquid (LCD) i càmeres digitals.